# 고스트랜드
《고스트랜드》(영어: Prisoners of the Ghostland)는 2021년 개봉한 미국의 범죄 스릴러  영화로, 소노 시온이 감독을 맡았다. 2021 선댄스 영화제에서 전 세계 최초로 공개되었다.

## 시놉시스
악명 높은 범죄자 '히어로'는 납치된 소녀를 구하기 위해 어둠의 세계로 간다. 소녀를 구하기 위해서 악마의 저주를 풀고 고스트랜드를 지배하는 미스터리한 존재들로부터 벗어나야만 한다

## 출연진
- 니콜라스 케이지 - 히어로
- 소피아 부텔라 - 버니스
- 닉 카사베티스 - 사이코
- 에드 스크라인
- 빌 모즐리 - 총독 역
- 나카야 유즈카
- 탁 사카구치 : 야스지로 역
- 나와타 캐논 : 낸시 역

## 기타
- 수입 :  더세컨드웨이브